# Jack Starr
Jack Starr es un guitarrista y compositor nacido en París, hijo de una madre francesa y un padre estadounidense. Aprendió a tocar la guitarra a oído, copiando los riffs de los discos de R&B. Su primera banda semiprofesional fue Les Variations en Francia con futuros miembros de la agrupación Trust. En los Estados Unidos, Starr surgió en la escena del rock y el metal en 1981, formando, junto con Joey Ayvazian, David DeFeis y Joe O'Rielly la primera encarnación de la banda de heavy metal Virgin Steele.
La nueva banda fue seleccionada en 1982 por Mike Varney de Shrapnel Records para aparecer en el álbum recopilatorio de la discográfica U.S. Metal Volume 2. La canción que Starr envió para la compilación fue "Children of the Storm". Después de grabar dos álbumes, Virgin Steele de 1981 y Guardians of the Flame de 1982, Starr dejó Virgin Steele en 1983 debido a diferencias musicales con el líder de la banda y compositor principal David DeFeis.
En 1984 Starr comenzó su carrera como solista con el álbum Out of the Darkness con el exvocalista de Riot Rhett Forrester, miembros de The Rods y el exbaterista de Rainbow, Gary Driscoll. Fue publicado en Europa por Music for Nations y fue elegido como uno de los mejores álbumes del año por las revistas musicales Kerrang y Metal Forces. Después de un descanso, en 2003 Starr fundó una nueva banda llamada Guardians of the Flame que publicó el álbum Under a Savage Sky. Más adelante contrató nuevos músicos para refundar su carrera como solista.

## Discografía

### Solista
- Out of the Darkness (1984)
- A Minor Disturbance (1990)
- A Major Disturbance (1990)
- Soon Day Will Come (2000)
- Before the Steele: Roots of a Metal Master (2001) (compilado)
- Swimming in Dirty Water (2011)[4]

### Virgin Steele
- Demo (1982)
- Virgin Steele (1982)
- Guardians of the Flame (1983)
- Wait for the Night EP (1983)

### Devil Childe
- Devil Childe (1984)

### Burning Starr
- Rock the American Way (1985)
- No Turning Back (1986)
- Blaze of Glory (1987)
- Jack Starr's Burning Starr (1989)
- Burning Starr (compilado) (1998)
- Defiance (2009)
- Land of the Dead (2011)
- Stand Your Ground (2017)

### Phantom Lord
- Phantom Lord (1985)
- Evil Never Sleeps (1986)

### Thrasher
- Burning at the Speed of Light (1985)

### Strider
- Strider (1991)

### Guardians of the Flame
- Under a Savage Sky (2003)

### Jack Starr Blues Band
- Take It to the Bank (2008)